# あなたがここにいてほしい (元ちとせの曲)
『あなたがここにいてほしい』は、元ちとせの9枚目のシングル。2007年8月22日発売。発売元はエピックレコードジャパン。

## 解説
収録曲全てに以下の通りタイアップがついている。
1. フジテレビ/関西テレビ系「新報道プレミアA」テーマ曲
2. フジテレビ系夏休み特別企画アニメ「ミヨリの森」主題歌
3. キリンビールブラウマイスター TV-CMソング
4. NHKスペシャル「失われた文明」イメージソング

## 収録曲
1. あなたがここにいてほしい
（作詞・作曲:岡本定義、編曲:COIL）
2. ミヨリの森
（作詞・作曲:岡本定義、編曲:羽毛田丈史）
3. 慕情 Love is a many-splendored thing
（作詞:Paul Francis Webster、作曲:Sammy Fain、編曲:間宮工）
4. 失われたものたちへ
（作詞:元ちとせ・羽毛田丈史、作曲・編曲:羽毛田丈史）

## 収録アルバム
あなたがここにいてほしい
- カッシーニ
- 語り継ぐこと

ミヨリの森
- カッシーニ

慕情 Love is a many-splendored thing
- Occident

失われたものたちへ
※アルバム未収録

## その他
- 『これが最後の「これでいいのだ！」～赤塚不二夫　最後のマンガ～』(2015年、NHK-BSプレミアム)にはエンディング･テーマとして使用された。